# Tunel pod Luboniem Małym
Tunel pod Luboniem Małym, oficjalnie Tunel im. Marii i Lecha Kaczyńskich, zwyczajowo tunel na Zakopiance – tunel drogowy o długości 2058 m, w ciągu drogi ekspresowej S7 na terenie wsi Naprawa w gminie wiejskiej Jordanów. W momencie oddania do użytku był najdłuższym pozamiejskim tunelem drogowym i drugim najdłuższym tunelem drogowym w Polsce.

## Opis
Umowę na wykonanie tej inwestycji podpisano 29 czerwca 2016 roku. Zakładano wtedy zakończenie prac na rok 2020.

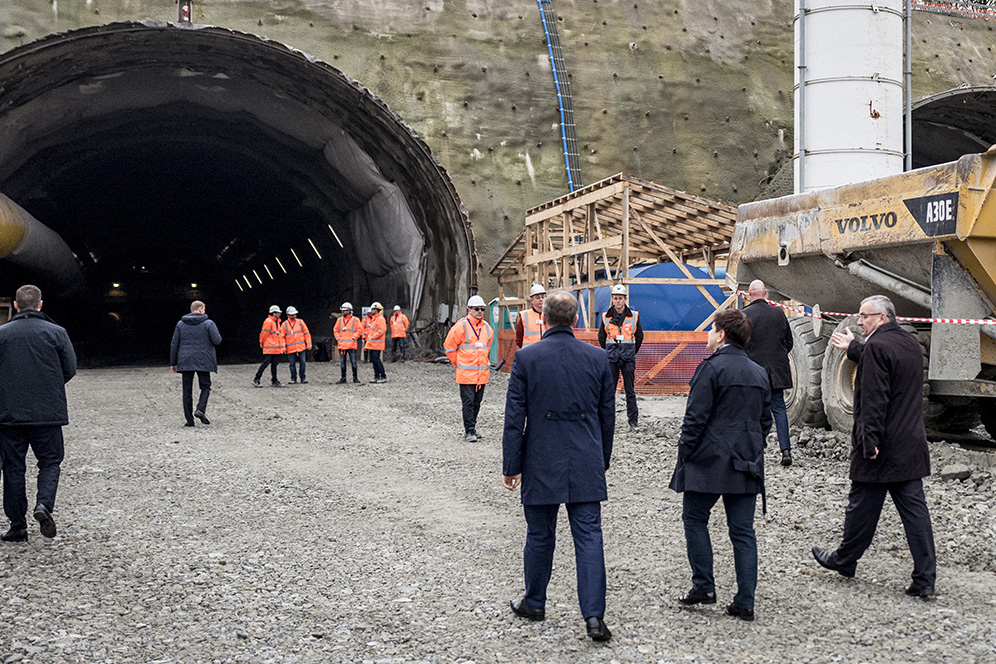
Budowa tunelu w 2017 r.

Drążenie tunelu rozpoczęło się 6 marca 2017 roku od prawego północnego portalu. Podczas drążenia tunelu stosowano metodę kontrolowanej deformacji ADECO-RS, którą opracowano w latach 80. XX w. we Włoszech. Prace odbywały się w systemie ciągłym – 24 godziny na dobę, przez 7 dni w tygodniu. Roboty prowadzono bez przerw i postojów, co wiązało się z występowaniem w górze naprężeń i odkształceń, które były na bieżąco monitorowane. Na bieżąco wykonywana była też obudowa wstępna, w tym spryskiwanie betonem ścian i przodków, by nie osypywał się materiał skalny. Podczas prac wystąpiły nieprzewidziane problemy. Największym wyzwaniem było wielkie osuwisko, które uaktywniło się przy lewym portalu od strony południowej. Wówczas czasowo wstrzymano rozpoczęcie drążenia lewego tunelu od tej strony. Konieczne było zabezpieczenie osuwiska i przeprojektowanie obiektów inżynieryjnych. W czerwcu 2019 r. zakończyło się zabezpieczanie osuwiska betonowymi palami i przystąpiono do dalszego drążenia tunelu metodą podstropową, pod budynkiem wentylatorni (jest on zlokalizowany bezpośrednio na wylocie tunelu lewego). Drążenie prawej nitki zakończono 23 października 2019 roku, a lewej 27 kwietnia 2020 roku. W listopadzie 2021 roku GDDKiA nałożyła karę na firmę Astaldi w wysokości 2,850 mln zł za nieterminowe płatności dla podwykonawców. Wtedy też opóźnienie prac wynosiło 3 miesiące.
Decyzją Rady Gminy Jordanów, na której terenie zlokalizowany jest tunel, otrzymał on im. „Marii i Lecha Kaczyńskich”.
Po wielokrotnych zmianach terminów ukończenia prac uroczyste otwarcie tunelu miało miejsce 12 listopada 2022 roku.
Na całej długości tunelu funkcjonuje odcinkowy pomiar prędkości (100 km/h). W tunelu nie wprowadzono zakazu wjazdu pojazdów przewożących materiały niebezpieczne – tunel objęto kategorią A.
Inwestycję tunelową uzupełniają dwa budynki techniczne, dwa budynki dyspozytorni i Centrum Zarządzania Tunelem zlokalizowane na węźle Skomielna Biała.

### Parametry techniczne[4]
- 2 komory, w każdej 2 pasy ruchu + pas awaryjny
- długość – 2058 m
- wysokość – 4,7 m
- szerokość – 14,9 m (pasy ruchu po 3,5 m każdy + pas awaryjny 3 m)
- spadek – 0,5 % (od strony Krakowa w kierunku Nowego Targu)
- drogi ewakuacyjne wzdłuż ścian o szerokości 1,2 m
- przejazd awaryjny o szerokości 3,5 m
- 11 nisz ewakuacyjnych rozmieszczonych co ok. 172,5 m, w tym jedna zlokalizowana w środku jest przejezdna dla służb ratowniczych
- nisze alarmowe i hydrantowe zlokalizowane po zewnętrznej stronie komór co ok. 86 m